# Умберто Боси
Умберто Боси (на италиански: Umberto Bossi) е италиански политик от Северната лига.
Роден е на 19 септември 1941 година в Касано Маняго, Ломбардия. Следва медицина в Университета на Павия, но не се дипломира. От края на 70-те години е активист в различни регионалистки групи, а през 1989 година основава и оглавява Северната лига, която през следващите години постига големи успехи. На два пъти, през 2001 – 2004 и 2008 – 2011 година е министър на институционалните реформи в коалиционни кабинети на Силвио Берлускони. През 2012 година е отстранен от ръководството на Северната лига след обвинения във финансови злоупотреби, а през 2017 година е осъден на две и половина години затвор за корупция.